# Сатурн (премія, 2012)
38-а церемонія вручення нагород премії «Сатурн» за заслуги в царині кінофантастики, зокрема в галузі наукової фантастики, фентезі та жахів за 2011 рік, яка відбулася 26 липня 2012 року.

## Лауреати і номінанти
Нижче наведено повний список номінантів та переможців. Переможці виділені жирним шрифтом.

### Фільми
| Найкращий актор | Найкраща акторка |
| --- | --- |
| - Майкл Шеннон — за роль Кертіса у фільмі Укриття - Антоніо Бандерас — за роль Роберта Ледгарда у фільмі Шкіра, в якій я живу - Домінік Купер — за роль Удея Гусейна / Латіфа Яхі у фільмі Двійник диявола - Том Круз — за роль Ітана Ганта у фільмі Місія нездійсненна: Протокол «Фантом» - Кріс Еванс — за роль Стіва Роджерса / Капітан Америка у фільмі Перший месник - Бен Кінгслі — за роль Жоржа Мельєса у фільмі Хранитель часу             | - Кірстен Данст — за роль Жюстін у фільмі Меланхолія - Джессіка Честейн — за роль Саманти у фільмі Укриття - Руні Мара — за роль Лісбет Саландер у фільмі Дівчина з татуюванням дракона - Бріт Марлінг — за роль Роди Вільямс у фільмі Інша Земля - Кіра Найтлі — за роль Сабіни Шпільрейн у фільмі Небезпечний метод - Елізабет Олсен — за роль Марти у фільмі Марта, Марсі, Мей, Марлен |
| Найкращий актор другого плану | Найкраща акторка другого плану |
| - Енді Серкіс — за роль Цезара у фільмі Повстання планети мавп - Рейф Файнс — за роль Лорда Волдеморта у фільмі Гаррі Поттер і Смертельні реліквії: Частина 2 - Гаррісон Форд — за роль Вуді Долархайда у фільмі Ковбої проти прибульців - Том Гіддлстон — за роль Локі у фільмі Тор - Алан Рікман — за роль Северуса Снейпа у фільмі Гаррі Поттер і Смертельні реліквії: Частина 2 - Стенлі Туччі — за роль Авраама Ерскіна у фільмі Перший месник | - Емілі Блант — за роль Елі Селліс у фільмі Змінюючи реальність - Елена Аная — за роль Віри Крус у фільмі Шкіра, в якій я живу - Шарлотта Генсбур — за роль Клер у фільмі Меланхолія - Паула Паттон — за роль Джейн Картер у фільмі Місія нездійсненна: Протокол «Фантом» - Лін Шей — за роль Еліс Рейнер у фільмі Астрал - Емма Вотсон — за роль Герміони Ґрейнджер у фільмі Гаррі Поттер і Смертельні реліквії: Частина 2 |
| Найкращий молодий актор чи акторка | Найкращий сценарій |
| - Джоел Кортні — за роль Джо Ламба у фільмі Супер 8 - Аса Баттерфілд — за роль Г'юґо (Гюґо) Кабре у фільмі Володар часу - Ель Феннінг — за роль Аліси Дайнард у фільмі Супер 8 - Хлоя Морец — за роль Ізабель у фільмі Володар часу - Дакота Гойо — за роль Макса Кентона у фільмі Реальна сталь - Сірша Ронан — за роль Ханни Геллер у фільмі Ганна. Ідеальна зброя                                                                                | - Джефф Ніколс — Укриття - Джефрі Джейкоб Абрамс — Супер 8 - Вуді Аллен — Опівночі в Парижі - Майк Кегілл, Бріт Марлінг — Інша Земля - Рік Джаффа і Аманда Сільвер — Повстання планети мавп - Джон Логан — Хранитель часу |
| Найкращий режисер | Найкращий костюм |
| - Дж. Дж. Абрамс — Супер 8 - Девід Єйтс — Гаррі Поттер і Смертельні реліквії: Частина 2 - Бред Берд — Місія нездійсненна: Протокол «Фантом» - Мартін Скорсезе — Хранитель часу - Стівен Спілберг — Пригоди Тінтіна: Таємниця «Єдинорога» - Руперт Ваятт — Повстання планети мавп | - Олександра Бірн — Тор - Джені Теміме — Гаррі Поттер і Смертельні реліквії: Частина 2 - Дженні Біван — Шерлок Холмс: Гра тіней - Анна Б. Шеппард — Перший месник - Лізі Крістл — Анонім - Сенді Пауелл — Хранитель часу |
| Найкращий грим | Найкращі спецефекти |
| - Дейв Елсі, Френ Нідхем та Конор О'Салліван — Люди Ікс: Перший клас - Нік Дадман та Аманда Найт — Гаррі Поттер і Смертельні реліквії: Частина 2 - Аннік Шартьє, Адріан Моро та Ніколетта Скарлатос — Війна Богів: Безсмертні - Том Вудрафф-молодший та Алек Гілліс — Дещо - Тамар Авів — Шкіра, в якій я живу - Шон Сміт та Скотт Вілер — Конан-варвар                                                                                             | - Ден Леммон, Джо Леттері, Р. Крістофер Уайт та Деніел Барретт — Повстання планети мавп - Скотт Бенза, Джон Фрейзер, Меттью Е. Батлер та Скотт Фаррар — Трансформери: Темний бік Місяця - Стів Райлі, Рассел Ерл, Кім Лібрері та Денніс Мурен — Супер 8 - Скотт Е. Андерсон, Метт Ейткен, Джо Леттері, Маттіас Менц та Кіт Міллер — Пригоди Тінтіна: Таємниця «Єдинорога» - Тім Берк, Грег Батлер, Джон Річардсон та Девід Вікері — Гаррі Поттер і Смертельні реліквії: Частина 2 - Марк Г. Сопер, Крістофер Таунсенд та Пол Корбоулд — Перший месник |
| Найкраща музика | Найкращий науково-фантастичний фільм |
| - Майкл Джаккіно — Супер 8 - Говард Шор — Хранитель часу - Майкл Джаккіно — Місія нездійсненна: Протокол «Фантом» - Джон Вільямс — Пригоди Тінтіна: Таємниця «Єдинорога» - Джон Вільямс — Бойовий кінь - Алан Сільвестрі — Перший месник | - Повстання планети мавп - Змінюючи реальність - Області темряви - Капітан Америка: Перший месник - Люди Ікс: Перший Клас - Супер 8 |
| Найкращий пригодницький фільм або бойовик | Найкращий фентезійний фільм |
| - Місія нездійсненна: Протокол «Фантом» - Форсаж 5: Пограбування в Ріо - Адвокат на лінкольні - Червоні хвости - Шерлок Холмс: Гра тіней - Бойовий кінь | - Гаррі Поттер і Смертельні реліквії: Частина 2 - Хранитель часу - Війна Богів: Безсмертні - Опівночі в Парижі - Маппети - Тор |
| Найкращий фільм жахів або трилер | Найкращий анімаційний фільм |
| - Дівчина з тату дракона - Зараза - Двійник диявола - Сірий - Укриття - Дещо | - Кіт у чоботях - Пригоди Тінтіна: Таємниця «Єдинорога» - Тачки 2 - Панда Кунг-Фу 2 - Ранго - Ріо |
| Найкращий фільм іноземною мовою | Найкраща робота художника-постановника |
| - Шкіра, в якій я живу - Чужі на районі - Ларго Вінч: Початок - Меланхолія - Три години на втечу - Мисливці на тролів | - Данте Ферретті — Хранитель часу - Стюарт Крейг — Гаррі Поттер і Смертельні реліквії: Частина 2 - Том Фоден — Війна Богів: Безсмертні - Рік Генріхс — Перший месник - Кім Сінклер — Пригоди Тінтіна: Таємниця «Єдинорога» - Бо Уелч — Тор |
| Найкращий монтаж | |
| - Пол Гірш — Місія нездійсненна: Протокол «Фантом» - Марк Дей — Гаррі Поттер і Смертельні реліквії: Частина 2 - Меріанн Брендон та Мері Джо Маркі — Супер 8 - Тельма Шунмейкер — Хранитель часу - Майкл Кан — Пригоди Тінтіна: Таємниця «Єдинорога» - Крістіан Вагнер, Келлі Мацумото та Фред Раскін — Форсаж 5: Пограбування в Ріо | |

### Телебачення
| Найкращий телесеріал | Найкращий телесеріал, зроблений для кабельного телебачення |
| --- | --- |
| - Межа (Fox) - Terra Nova (Fox) - Грімм (NBC) - Надприродне (The CW) - Якось у казці (ABC) - Обдарована людина (CBS) | - Пуститися берега (AMC) - Шукачка (TNT) - Декстер (Showtime) - Американська історія жаху: Будинок-убивця (Syfy) - Противага (TNT) - Реальна кров (HBO) - Убивство (Syfy) |
| Найкращий телеактор | Найкраща телеакторка |
| - Браян Кренстон — Пуститися берега (AMC) за роль Волтера Вайта - Шон Бін — Гра престолів (HBO) за роль Еддарда Старка - Тімоті Гаттон — Противага (TNT) за роль Нейтана Форда - Майкл Голл — Декстер (Showtime) за роль Декстера Моргана - Ділан Макдермотт — Американська історія жаху (FX) за роль Бена Гармона - Ноа Вайлі — Коли падають небеса (TNT) за роль Тома Мейсона                                                         | - Анна Торв — Межа (Fox) за роль Олівії Данхем - Джессіка Ленг — Американська історія жаху (FX) за роль Гвен Купер - Ліна Гіді — Гра престолів (HBO) за роль Серсі Ланністер - Ів Майлз — Торчвуд (Starz) за роль Гвен Купер - Кіра Седжвік — Шукачка (TNT) за роль Бренди Лі Джонсон - Мірей Інос — Убивство (AMC) за роль Сари Лінден                                                                   |
| Найкращий телеактор другого плану | Найкраща телеакторка другого плану |
| - Аарон Пол — Пуститися берега (AMC) за роль Джессі Пінкмена - Кіт Герінгтон — Гра престолів (HBO) за роль Джона Сноу - Юель Кіннаман — Убивство (AMC) за роль Стівена Холдера - Джанкарло Еспозіто — Пуститися берега (AMC) за роль Густаво "Гус" Фрінга - Норман Рідус — Ходячі мерці (AMC) за роль Деріл Діксон - Білл Пуллман — Торчвуд: День чудес (Starz) за роль Освальда Данеса - Джон Нобл — Межа (Fox) за роль Волтера Бішопа | - Мішель Форбс — Убивство (AMC) за роль Мітча Ларсена - Бет Рісґраф — Противага (TNT) за роль Паркер - Дженніфер Карпентер — Декстер (Showtime) за роль Дебри Морган - Лана Паррія — Якось у казці (ABC) за роль Реджини Міллс/Зла Королева - Лорен Амброуз — Торчвуд: День чудес (Starz) за роль Джиллі Кітцінгер - Френсіс Конрой — Американська історія жаху: Будинок-убивця (FX) за роль Мойри О'Хара |
| Найкраща телевізійна презентація | Найкраща гостьова телероль |
| - Ходячі мерці (AMC) - Убивство (AMC) - Коли падають небеса (TNT) - Торчвуд: День чудес (Starz) - Камелот (Starz) - Гра престолів (HBO) - Трек нації (Science Channel) | - Том Скеррітт — Противага (TNT) за роль Джиммі Форда - Едвард Джеймс Олмос — Декстер (Showtime) за роль Джеймса Геллара - Марк Марголіс — Пуститися берега (AMC) за роль Гектора Саламанка - Стівен Бауер — Пуститися берега (AMC) за роль Еладіо Вуенте - Орла Брейді — Межа (Fox) за роль Єлизавети Бішоп - Закарі Квінто — Американська історія жаху: Будинок-убивця (FX) за роль Чеда Ворвіка        |
| Найкращий телесеріал, орієнтований на молодь | |
| - Вовченя (MTV) - Щоденники вампіра (The CW) - Таємне коло (The CW) - Доктор Хто (BBC America) - Бути людиною (Syfy) - Дев'ять життів Хлої Кінг (Freeform) | |

### Домашня колекція
| Найкращий DVD або Blu-ray фільм | Найкраща колекція DVD фільмів |
| --- | --- |
| - Атлант розправив плечі: частина 1 - Ідеальний господар - 13 - Вбити ірландця - Подвійник - Місто життя і смерті - Риф | - Стенлі Кубрик (Основна колекція) - Парк Юрського періоду (Остаточна трилогія) - Володар перснів (Трилогія кінофільмів) - Зоряні війни (Повна сага) - Супермен (Антологія кінофільмів, 1978-2006) |
| Найкращий DVD або Blu-ray спецвипуск | Найкращий телевізійний DVD-реліз |
| - Джорджо Мородер презентує Метрополіс - Привид опери (версія Blu-ray диск) - Віллі Вонка і шоколадна фабрика (Ювілейне колекційне видання до 40-річчя ) - Мутанти (Режисерська версія) - Громадянин Кейн (Ювілейне колекційне видання до 70-річчя ) - Ракетник (Ювілейне видання до 20-річчя) | - Спартак: Боги арени - На краю Всесвіту (Повна серія) - Сутінкова зона (3–5 сезони) - Нікіта (1 сезон) - Біонічна жінка (2 і 3 сезони) - Камелот (1 сезон)                                        |

### Особливі нагороди
| Нагорода                                            | Лауреати          |
| --------------------------------------------------- | ----------------- |
| Меморіальна премія Джорджа Пала (Life Career Award) | • Мартін Скорсезе |
| Нагорода за кар’єру (Life Career Award)             | • Джеймс Ремар    |
| Нагорода за кар’єру (Life Career Award)             | • Френк Оз        |
| Нагорода подяки (The Appreciation Award)            | • Джефф Росс      |
| Виставка кінорежисера (Filmmaker's Showcase Award)  | • Дрю Годдард     |
| Нагорода новатору (The Innovator Award)             | • Роберт Кіркман  |
| Нагорода Віха (The Milestone Award)                 | • Сімпсони        |